# Hauptstrasse 288
Die Hauptstrasse 288 ist eine Hauptstrasse  im Kanton Aargau in der Schweiz.

## Beschreibung
Sie verbindet die Hauptstrasse 5 in Rupperswil mit den Autobahnen A1R Aaretalstrasse und A1 sowie mit der Hauptstrasse 1 in Hunzenschwil und der Hauptstrasse 26 in Seon.
Die 6,6 Kilometer lange Strasse unterquert in Rupperswil die Heitersbergstrecke und die Bahnstrecke Baden–Aarau und in Hunzenschwil die Bahnstrecke Zofingen–Wettingen der ehemaligen Schweizerischen Nationalbahn, und sie hat in Seon einen Niveauübergang mit der Seetalbahn.
Sie entspricht im Strassensystem des Kantons Aargau den Hauptverbindungsstrassen K245, K111, einem Stück der K247 und der K246.